# Sandro Antal
Sandro Antal (*  28. Oktober 1943 in Budapest) ist ein deutscher, in Düsseldorf lebender Bildhauer.

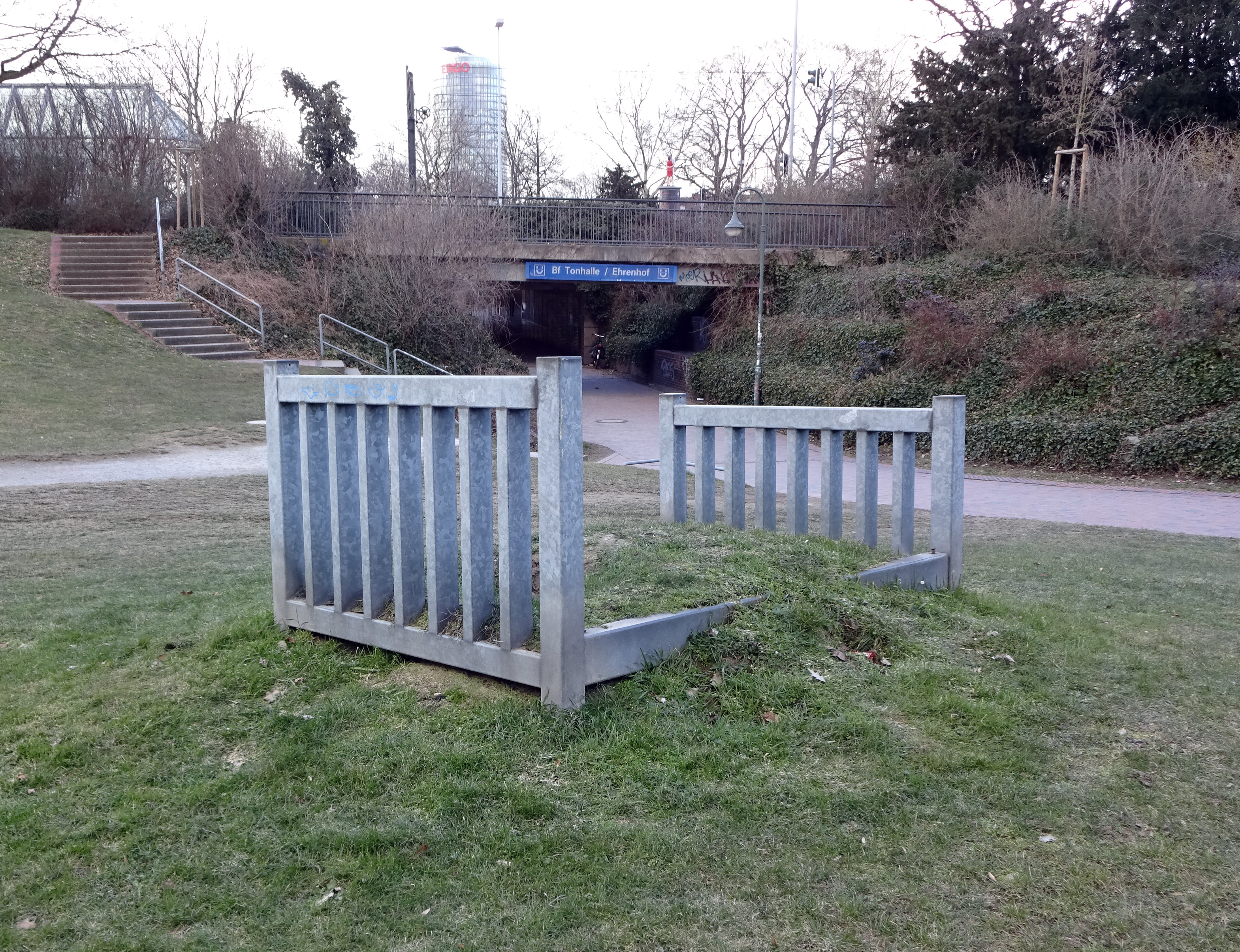
Großmutter Erde (1988), Wiese der Hofgartenrampe an der Fritz-Roeber-Straße, Düsseldorf

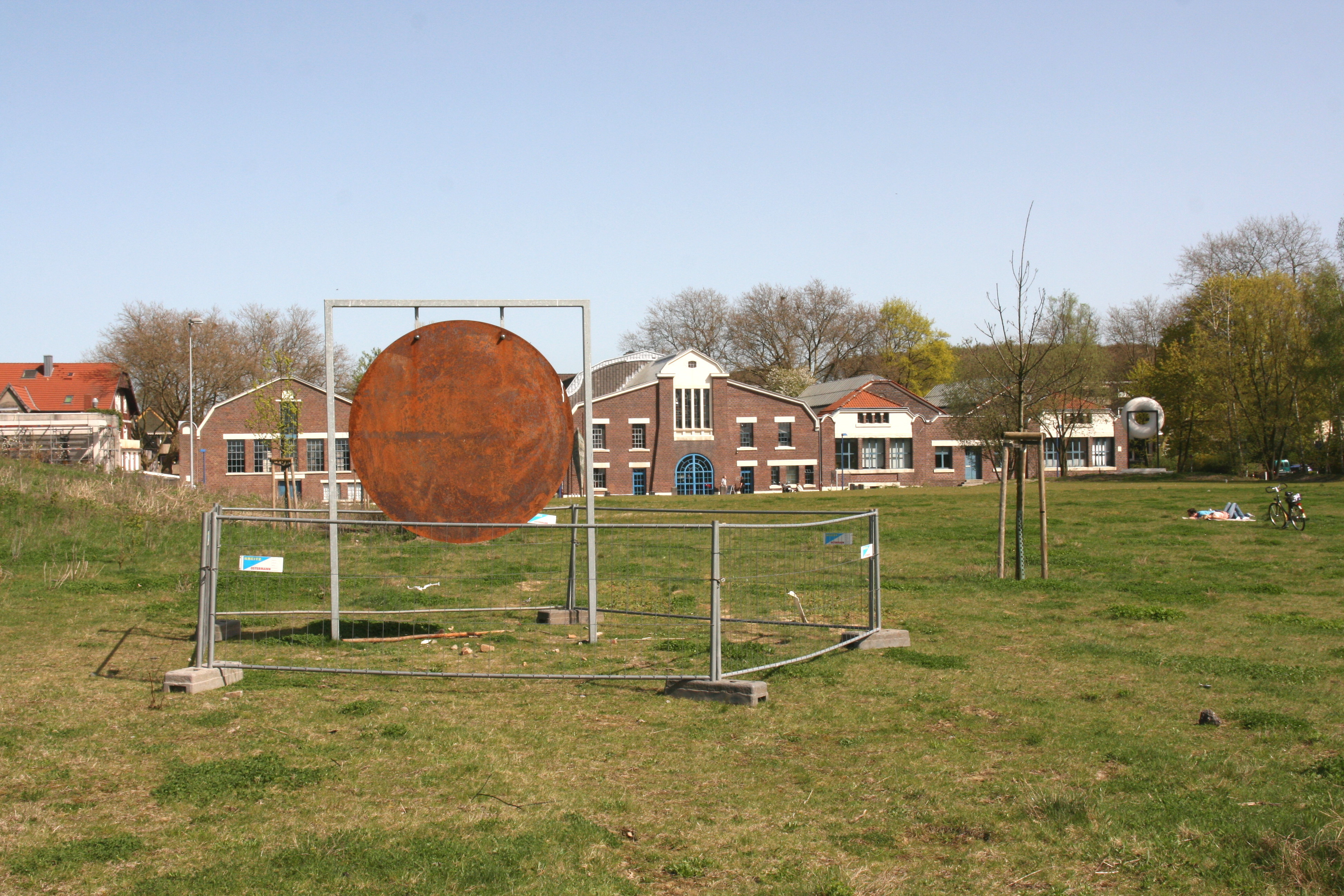
Heavy Metall Instrument (2010), Skulpturenpark Flottmann, Herne

Er ist gelernter Schildermaler und Werbegrafiker. Nach seiner Flucht aus Ungarn besuchte er von 1974 bis 1981 die Kunstakademie Düsseldorf, an der er zwischen 1981 und 1985 als Lehrbeauftragter für Metallbildhauerei tätig war. Von 1986 bis 1989 arbeitete er als Lehrbeauftragter für die Universität-Gesamthochschule Essen. Im Jahr 1993 war er Gastprofessor an der Fachhochschule in Aachen. 1996 leitete er einen Workshop des Goethe-Institutes auf Lagos in Nigeria.
Bekannt ist Sandro Antal für seine Skulpturen aus Stahl. Inspiriert dazu wurde er von seinem Umfeld, der Schwerindustrie des Ruhrgebietes. Im August 2006 erlitt er schwere Verbrennungen bei einer Benzin-Explosion in seinem Atelier.
Einige seiner Skulpturen stehen im öffentlichen Raum der Städte Bonn, Darmstadt, Düsseldorf, Gelsenkirchen, Heidenheim an der Brenz, Herne und Remscheid.
Sandro Antal ist Mitglied im Verein der Düsseldorfer Künstler.